# Monument aux morts de Pézenas
Le monument aux morts de Pézenas (Hérault) est un édifice commémoratif situé dans le « square Jean-Moulin », près du centre-ville, consacré aux soldats de la commune morts pour la patrie lors des conflits du XXe siècle.

## Description
Monument communal dédié aux conflits de 1914-18 et 1939-45, il est composé d'une colonnade de pierre disposée en demi-cercle ou exèdre de style antique encadrant la statue en bronze d'un poilu avec, dans une main, un bâton d'Esculape, appelé aussi bâton d'Asklépios, où s'enroule un serpent et, dans l'autre, un casque,.
Inscriptions : 

1914  À CEUX QUI SONT TOMBÉS POUR  LA DÉFENSE DE LA PATRIE 

1918 AUX ARTISANS OBSCURS  OU GLORIEUX DE LA  VICTOIRE

LA MARNE 1914 - VERDUN - LA MARNE 1918

LOUVEMONT - FORT DE VAUX - DOUAUMONT

MORTS POUR LA FRANCE EN A.F.N. 

M. LLOPIZ

J.J. TASTAVIN

BERAUD Jean (Architecte)

COSTA Joachim (Sculpteur) - 1922

RUDIER Alexis (Fonderie)

BUNEL Charles (Architecte)

Les noms des soldats de la commune morts au combat au XXe siècle sont gravés sur des plaques. Le monument mesure 4 mètres de hauteur.

## Histoire
Le monument est conçu sous la direction des architectes Charles Bunel et Jean Béraud autour d'une statue de Joachim Costa, initialement exposée à Paris en 1920. Le projet est adopté en 1922, la statue fondue pour l'occasion par la fonderie Rudier. Le monument aux morts est réceptionné le 24 juillet 1924, puis inauguré le 1er novembre de la même année, ayant coûté 85 000 francs,.
Le monument aux morts est entièrement classé au titre des monuments historiques le 18 octobre 2018. Il fait partie d'un ensemble de 42 monuments aux morts de la région Occitanie protégés à cette date pour leur valeur architecturale, artistique ou historique.